# Rugby 9 en los Juegos del Pacífico
El Rugby 9 en los Juegos del Pacífico se llevó a cabo de por primera vez en el programa de los juegos en la edición de los Juegos del Pacífico Sur 2007 celebrados en Samoa, en donde Fiji fue el primer campeón del deporte.
Hasta la edición de los Juegos del Pacífico 2015 se volvió a disputar la disciplina, edición que ganó Papúa Nueva Guinea.

## Resultados

### Masculino
| XIII | 2007 | Apia         | Samoa              | Fiyi               | 14–0       | Islas Cook         | Samoa      |            |            |
| XIV  | 2011 | Nouméa       | Nueva Caledonia    | No se jugó         | No se jugó | No se jugó         | No se jugó | No se jugó | No se jugó |
| XV   | 2015 | Port Moresby | Papúa Nueva Guinea | Papúa Nueva Guinea | 38–10      | Samoa              | Tonga      |            |            |
| XVI  | 2019 | Apia         | Samoa              | Fiyi               | 14–0       | Papúa Nueva Guinea | Samoa      |            |            |
| XVII | 2023 | Honiara      | Islas Salomón      | Samoa              | 8–6        | Fiyi               | Islas Cook |            |            |

### Femenino
| Edición | Año          | Sede    | País          | Final      | Final     | Final              | 3º Lugar   |
| Edición | Año          | Sede    | País          | Oro        | Resultado | Plata              | Bronce     |
| ------- | ------------ | ------- | ------------- | ---------- | --------- | ------------------ | ---------- |
| XVI     | Apia 2019    | Apia    | Samoa         | Fiyi       | 16–14     | Papúa Nueva Guinea | Islas Cook |
| XVII    | Honiara 2023 | Honiara | Islas Salomón | Islas Cook | 16–8      | Tonga              | Fiyi       |